# Májgomba
A májgomba (Fistulina hepatica) a májgombafélék családjába tartozó, Eurázsiában, Észak-Amerikában és Ausztráliában honos, lombos fák elhalt, meggyengült törzsén élő, ehető gombafaj.

## Megjelenése
A májgomba termőteste 7–20 cm széles és 7–14 cm hosszú; alakja sokszor szabálytalan, kezdetben gumószerű, majd többnyire kagyló, legyező, nyelv alakú. Széle lebenyes, hullámos lehet. Felszíne csupasz, finoman egyenetlen, göröngyös; fiatalon tapadós; nedvesen nyálkás. Színe sötét húsvörös, nyers májszínű, vörösnarancs vagy barnásvörös. Néha csökevényes tönkrésze lehet, amely a termőtesthez hasonló színű (felül vörös, alul fehér). 
Alsó spóratermő oldala pórusos szerkezetű. Színe fiatalon fehér vagy halványrózsaszínes, később sárgás, idősen vörösbarna; sérülése barnul. A pórusok kerekek, szűkek (1-3/mm), egymástól elkülönültek, kb. 1,5 cm mélyek. 
Húsa vastag, puha, nedvdús, sugarasan rostos. Színe fehéres, vöröses részekkel sávozva; sérülésre, nyomásra vöröses nedvet ereszt. Szaga nem jellegzetes, íze savanykás, idősen fanyar. 
Spórapora fehér. Spórája széles mandula alakú, tojásdad vagy majdnem ellipszoid, sima, mérete 3–4 x 2–3 µm.

### Hasonló fajok
Jellegzetes külsejű gomba, más fajokkal nem téveszthető össze. A hasonló taplófajok mind kemény, fás szerkezetűek.

## Elterjedése és termőhelye
Eurázsiában, Észak-Amerikában és Ausztráliában honos. Magyarországon nem ritka. 
Lombos fák (főleg tölgy, esetleg szelídgesztenye) elhalt vagy meggyengült törzsének alján, tövében, esetleg sebzési helyen található meg egyesével vagy kisebb csoportokban. Gyenge parazita lehet. A faanyagban barnakorhadást okoz. Júniustól októberig terem.
Fiatalon ehető. Kivonata erősen antimikrobiális hatású, amivel hasznos alapanyag lehet a gyógyszeriparban.

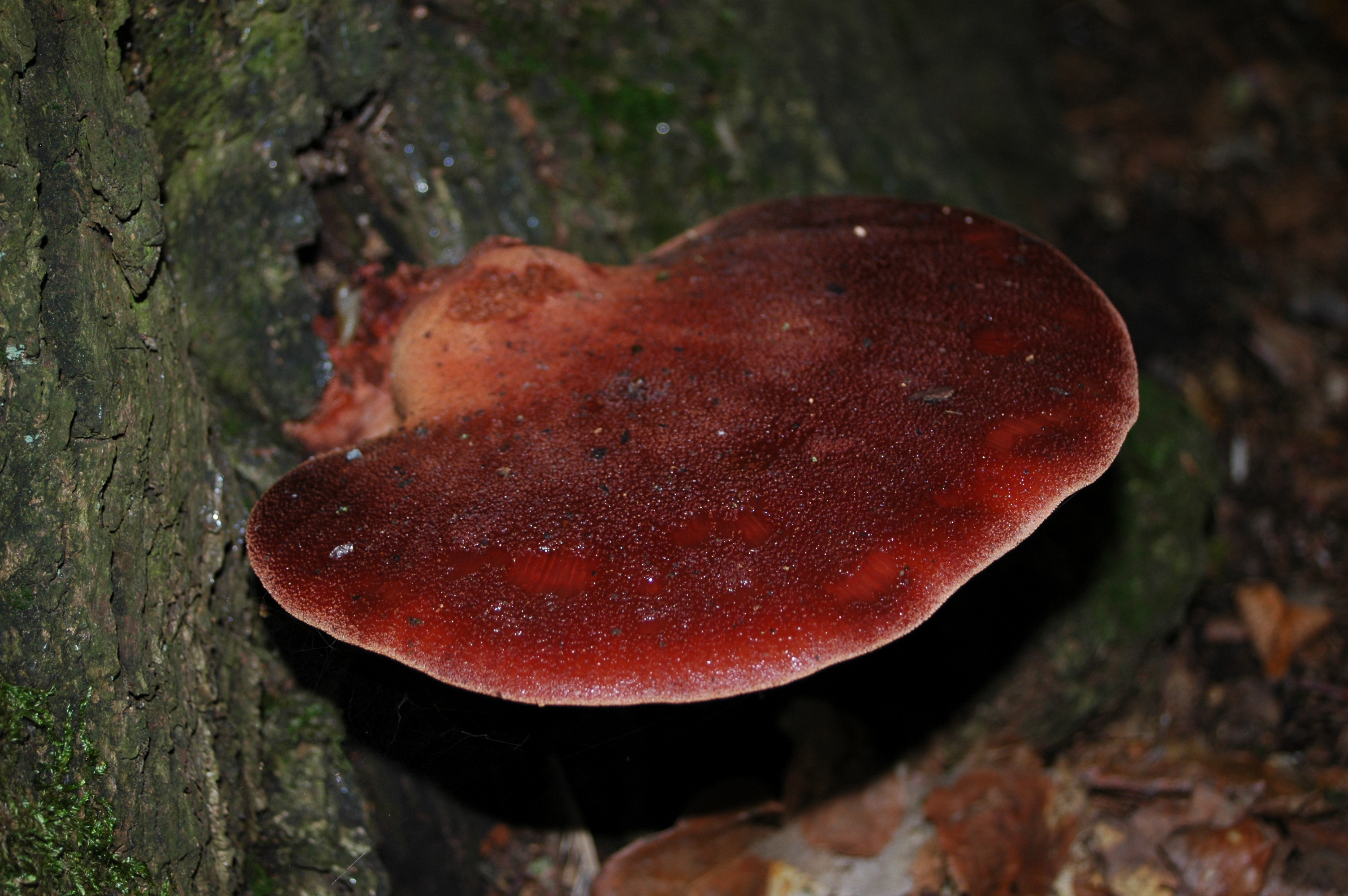
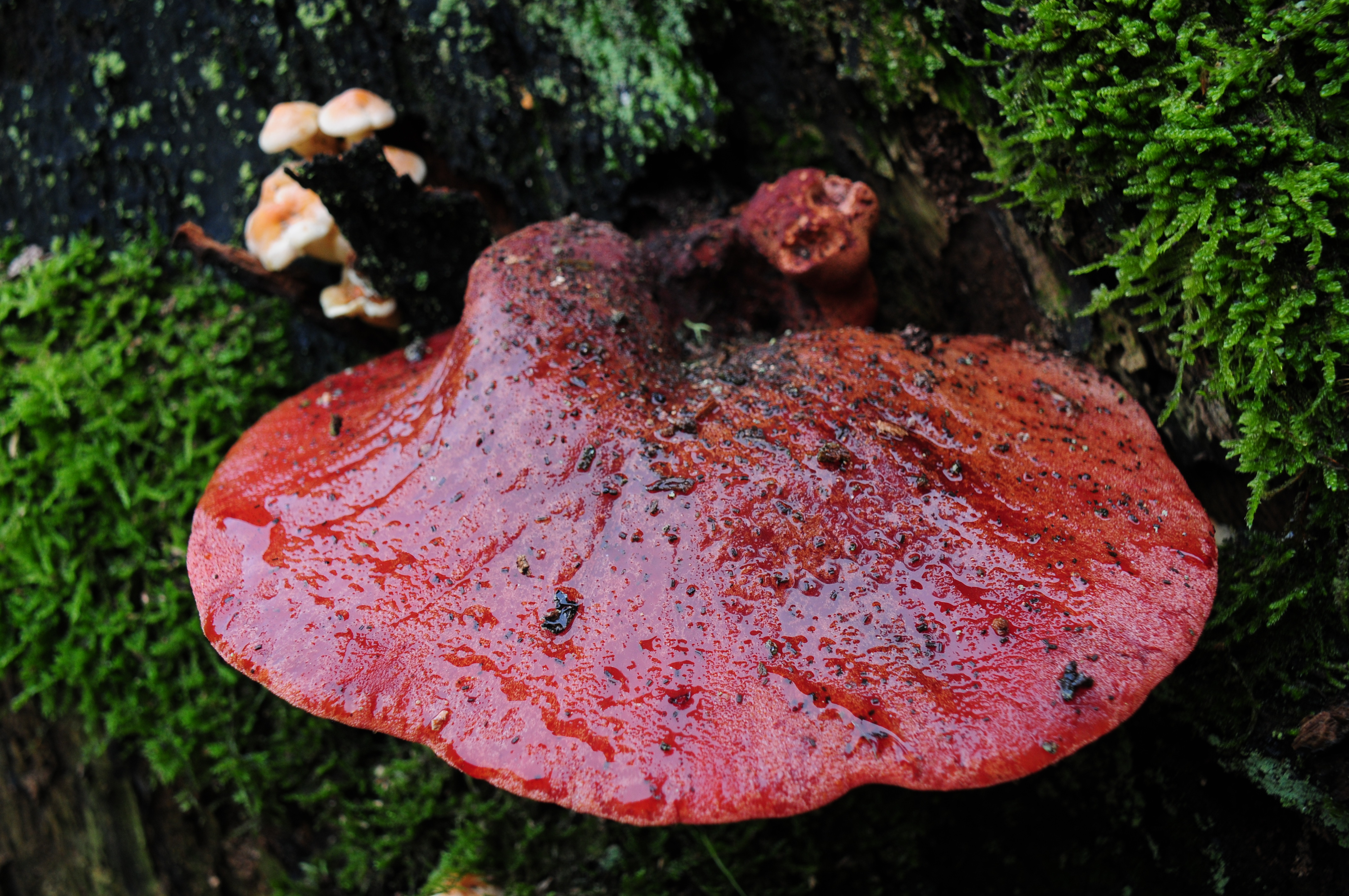
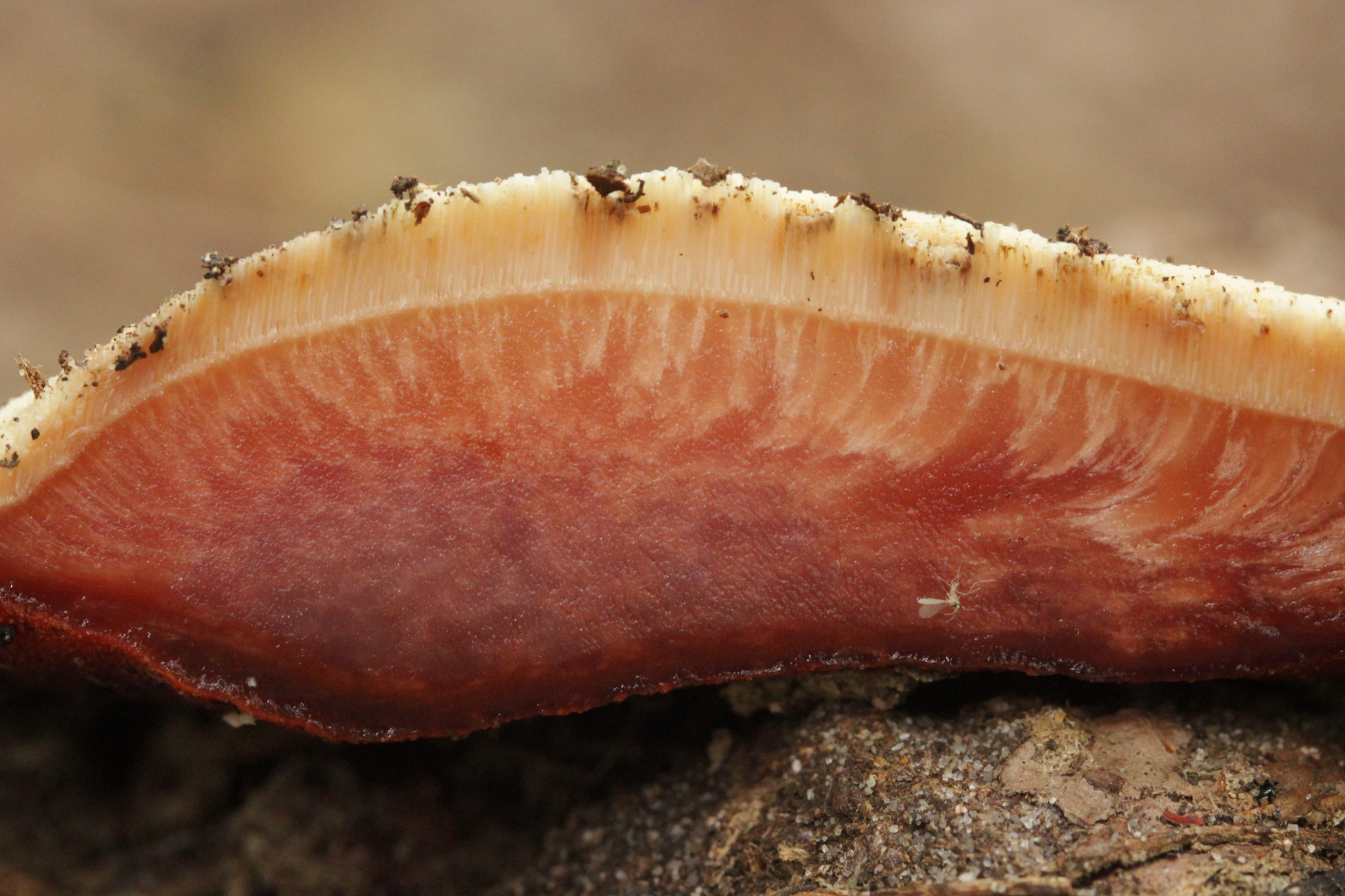
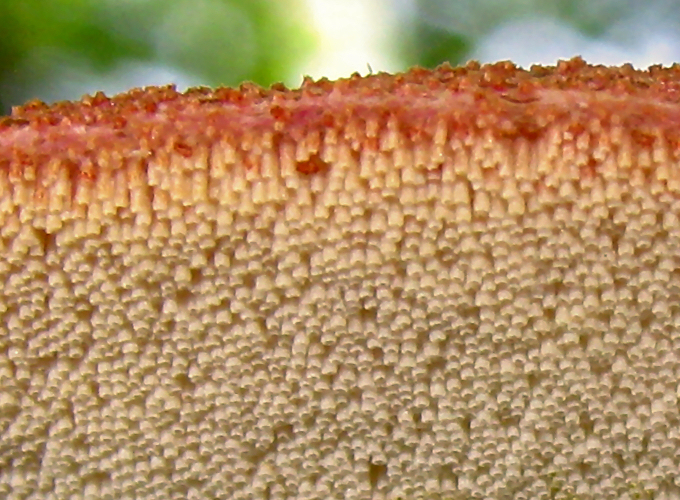
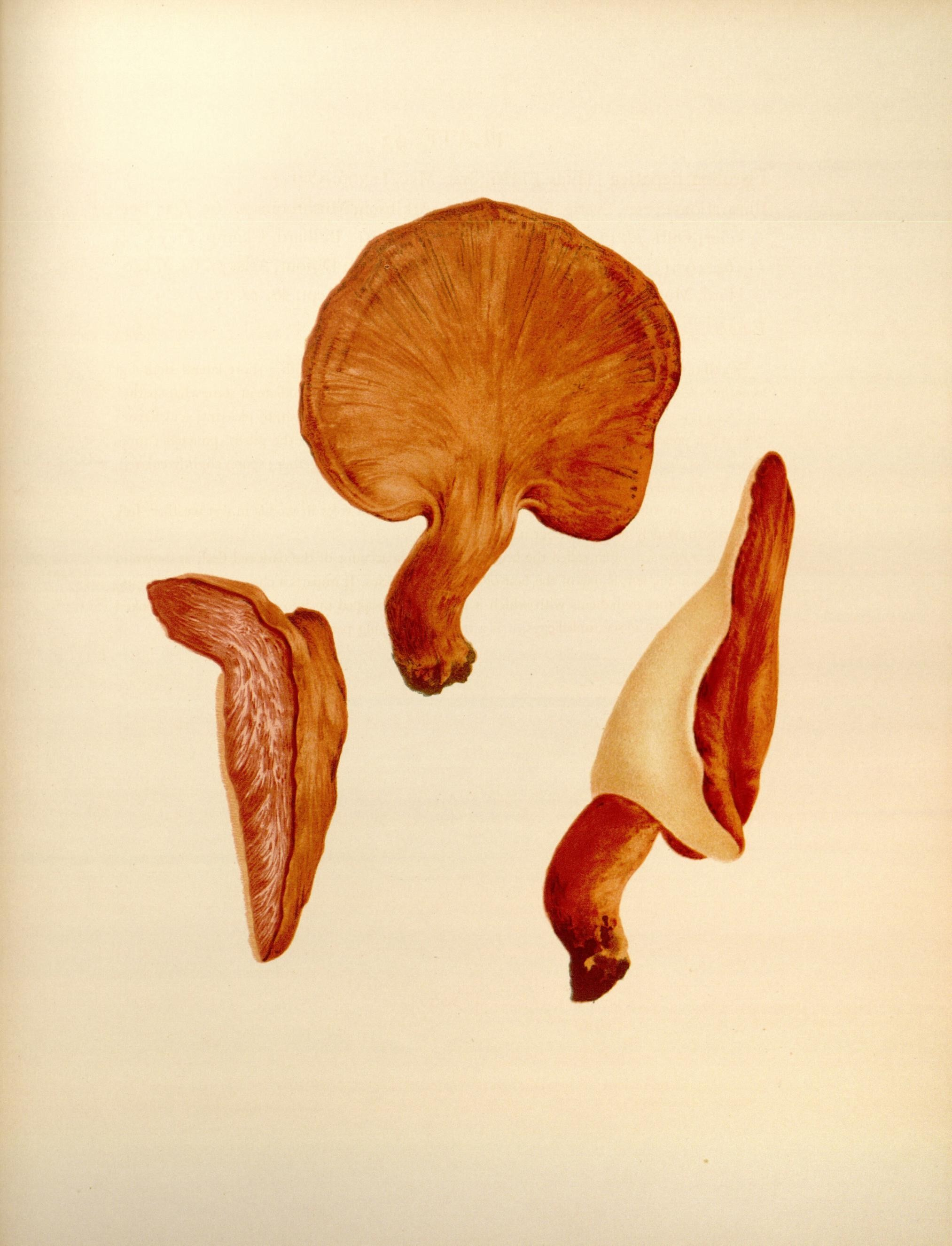